# 开州区
开州区位于重庆市东北部，三峡库区小江支流回水末端。全区幅员面积3959平方公里，总人口165万，均占重庆市的1/20。辖40个镇乡街道、435个村、75个社区。东汉建安21年以“汉丰”为名建县，距今已有1800年历史。
开州区距重庆主城区280公里，北依巴山，南近长江，西与四川省接壤。开州区的前身开县是一个人口大县、资源大县、农业大县，同时也是一个移民大县，三峡工程建成蓄水以后，开州区主要由中吉、安康、平桥三个片区组成，是整个区的政治经济文化中心。

## 地名由来
据《郡县释名》四川卷下：“邑有开江，源出新宁笄山，流经城南合清江，到巴阳驿注于汶江，县名以此。”

## 历史
- 古为梁州属地，秦、汉为朐忍县属地。
- 216年（东汉建安二十一年）刘备主四川时，于朐忍县的西北部置汉丰县。
- 西魏改汉丰县为永宁县。
- 598年（隋开皇十八年）改永宁为成盛山县。
- 618年（唐武德元年）改盛山县为开江县。
- 1373年（明洪武六年）置开县。
- 2016年国务院批复撤开县设开州区。

## 行政区划
开州区下辖8个街道办事处、27个镇、5个乡：
汉丰街道、文峰街道、云枫街道、镇东街道、丰乐街道、白鹤街道、赵家街道、正安街道、大德镇、厚坝镇、金峰镇、温泉镇、郭家镇、白桥镇、和谦镇、河堰镇、大进镇、谭家镇、敦好镇、高桥镇、九龙山镇、天和镇、中和镇、义和镇、临江镇、竹溪镇、铁桥镇、南雅镇、巫山镇、岳溪镇、长沙镇、南门镇、渠口镇、满月镇、雪宝山镇、关面乡、麻柳乡、紫水乡、三汇口乡和五通乡。
幅员面积3959平方公里。全县辖27个乡，28个镇。
汉丰、镇东、大慈、大德、镇安、丰乐、厚坝、金峰、东华、白鹤、温泉、郭家、白桥、 和谦、河堰、岩水、大进、谭家、锦竹、红园、满月、关面、白泉、关坪、梓潼、正坝、敦好、高桥、麻柳、紫水、九龙山、天白、天和、中和、三合、义和、三汇口、临江、竹溪、太原、铁桥、南雅、中兴、巫山、岳溪、龙安、跳蹬、五通、长沙、南门、花林、兼善、赵家、开竹、渠口
2005年建制调整后，全县辖4个街道办事处，21个镇，13个乡，448个村，60个居委会，3886个村民小组。
汉丰街道、镇东街道、丰乐街道、白鹤街道、大德乡、镇安镇、厚坝镇、金峰乡、温泉镇、郭家镇、白桥乡、和谦镇、河堰镇、大进镇、谭家乡、满月乡、关面乡、白泉乡、敦好镇、高桥镇、麻柳乡、紫水乡、九龙山镇、天和乡、中和镇、义和镇、三汇口乡、临江镇、竹溪镇、铁桥镇、南雅镇、巫山乡、岳溪镇、五通乡、长沙镇、南门镇、赵家镇、渠口镇
2009年2月20日，经重庆市政府批准，开县设立文峰街道（辖原汉丰街道的文峰、中吉、明镜石、富厚、三中、双合店6个社区和高市、木桥、中原3个村，将渠口镇毛坪村六组原桃坪村1社、11社划入木桥村）、云枫街道（辖原汉丰街道的宝华、永先、长青、龙珠、平桥5个社区和原镇安镇的关子、兴合2个村），调整汉丰街道、镇安镇、渠口镇的行政区域。全县现辖6个街道办事处，21个镇，13个乡，448个村，60个居委会，3886个村民小组。
2010年4月9日，经重庆市政府批准，开县撤销赵家镇设立赵家街道，管辖原赵家镇行政区域，街道办事处驻原赵家镇政府驻地；撤销金峰乡、大德乡、白桥乡、天和乡、巫山乡、谭家乡，设立金峰镇、大德镇、白桥镇、天和镇、巫山镇、谭家镇，分别管辖原乡行政区域，镇政府驻原乡政府驻地。此次调整后，开县共辖7个街道、26个镇、7个乡。
2020年8月17日，经重庆市政府批准，开州区撤销镇安镇设立正安街道，管辖原镇安镇行政区域，街道办事处驻原赵家镇政府驻地。此次调整后，开州区共辖8个街道、27个镇、5个乡。

## 地理
开州位于重庆市东北部，北邻城口；东邻巫溪、云阳；南接万州；西与四川省的宣汉、开江两县接壤。介于东经107°55′48″～108°54′之间，属国际东7时区。是重庆市区通往巫溪、城口的必经之地。公路距万州区78千米，距云阳新县城70千米，距重庆（经开江县任市镇）300多千米，距巫溪县198千米，距城口县240余千米，距达州市160千米。

## 交通
- 万开高速
- 102省道、 201省道、 202省道

## 全国重点文物保护单位
- 刘伯承故居

## 经济
以农业为主。工业有建材、纺织、化工等。

## 文化教育
有开州中学，德阳初级中学，西街中学，临江中学，实验中学等名校。

## 人口
开州区国民经济和社会发展统计公报(2023年末)：
- 户籍总人口 164.96万人
  - 城乡划分
    - 城镇人口 64.36万人
    - 乡村人口 100.59万人

  - 年龄划分
    - 18周岁以下 30.24万人
    - 18至34周岁 40.24万人
    - 35至59周岁 62.47万人
    - 60周岁及以上 32.0万人
- 常住人口 118.56万人

开县人口以汉族巴蜀民系为主体，汉族人口占总人口的99.9%。